# 威科米科縣 (馬里蘭州)
威科米科县（英語：Wicomico County）是美國馬里蘭州東部的一個縣，東北鄰特拉華州。面積1,035平方公里。根據美國2000年人口普查，共有人口84,644人。縣治索爾茲伯里（Salisbury）。
成立於1867年。縣名來自威科米科河（印第安語「建房子的地方」的意思）。